# Efferia speciosa
Efferia speciosa là một loài ruồi trong họ Asilidae. Efferia speciosa được Philippi miêu tả năm 1865. Loài này phân bố ở vùng Tân nhiệt đới.